# Jerzy Suchański
Jerzy Zdzisław Suchański (ur. 5 marca 1949 w Ząbkowicach Będzińskich) – polski polityk, samorządowiec, inżynier elektryk, w latach 1994–1996 prezydent Kielc, senator IV i V kadencji.

## Życiorys
Ukończył studia w Kielecko-Radomskiej Wyższej Szkole Inżynierskiej w Kielcach, na Politechnice Warszawskiej obronił doktorat z elektryki. Pracował m.in. jako dyrektor naczelny Przedsiębiorstwa Elektryfikacji i Technicznej Obsługi Rolnictwa „Eltor”. Od 1971 wykładał elektrotechnikę na Politechnice Świętokrzyskiej (do 1974 funkcjonującej pod nazwą Kielecko-Radomska Wyższa Szkoła Inżynierska). Specjalizuje się w elektronice przemysłowej.
Działał w Forum Pracodawców, Stowarzyszeniu Współpracy „Polska-Wschód”, Fundacji Elektryfikacji Rolnictwa w Polsce, Stowarzyszeniu Charytatywnym im. Alberta Schweitzera, Związku Nauczycielstwa Polskiego.
Należał do PZPR (był sekretarzem Komitetu Miejskiego w Kielcach), potem do Socjaldemokracji RP i Sojuszu Lewicy Demokratycznej. W marcu 2004 był w gronie członków założycieli Socjaldemokracji Polskiej.
Pełnił funkcję przewodniczącego Miejskiej Rady Narodowej w Kielcach i prezydenta Kielc. W latach 1997–2005 sprawował mandat senatora z województwa i okręgu kieleckiego. W Senacie V kadencji przewodniczył Komisji Skarbu Państwa i Infrastruktury, Parlamentarnemu Zespołowi ds. Restrukturyzacji Energetyki, a od 2004 także Klubowi Senackiemu Socjaldemokracji Polskiej (istniejącemu do 2005).
W 2005, 2007, 2011 i 2015 kandydował w kolejnych wyborach parlamentarnych (w 2005 do Senatu z ramienia SDPL, a w następnych latach do Sejmu – w 2007 z listy LiD, w 2011 i w 2015 z listy PO; w tych ostatnich jako bezpartyjny, wcześniej jako członek SDPL). W styczniu 2008 objął wakujący mandat radnego sejmiku świętokrzyskiego, zastępując Sławomira Kopycińskiego (w 2010 nie ubiegał się o reelekcję).

## Życie prywatne
Żonaty (żona Maria), ma dwoje dzieci (córkę Annę i syna Kamila).